# Óscar Benavides
Óscar Raymundo Benavides Larrea (ur. 15 marca 1876 w Limie, zm. 2 lipca 1945 tamże) – peruwiański wojskowy, polityk i dyplomata, prezydent Peru w latach 1914–1915 i 1933–1939.

## Życiorys
Syn Miguela Benavidesa i Erfilii Larrea. W 1894 roku ukończył szkołę wojskową, otrzymując stopień podporucznika artylerii, od 1905 roku przebywał na szkoleniu we Francji. W 1911 roku brał udział w walkach z wojskami kolumbijskimi pod La Pedrera.
W 1913 roku prezydent Guillermo Billinghurst mianował go szefem sztabu generalnego, wkrótce później odwołał go, gdy Benavides odmówił udzielenia prezydentowi poparcia w planowanym rozwiązaniu parlamentu. 4 lutego 1914 roku stanął na czele zamachu stanu, który obalił dotychczasowego prezydenta, obejmując następnie funkcję tymczasowego prezydenta Peru. W 1919 roku wybory prezydenckie wygrał José Pardo i Benavides ustąpił z urzędu.
Podczas I wojny światowej został wysłany do Francji w charakterze obserwatora, następnie pełnił również funkcję ministra pełnomocnego i ambasadora w Hiszpanii oraz we Włoszech. Następnie przeszedł na emeryturę. 
Do czynnego udziału w polityce powrócił po obaleniu prezydenta Augusto B. Leguía w 1930 roku. Następnie był bliskim współpracownikiem nowego prezydenta, Luisa Miguela Sáncheza Cerro, a po jego śmierci w 1933 roku w wolnych wyborach został wybrany prezydentem Peru, urząd objął 30 kwietnia 1933 roku. W 1936 roku zorganizował wybory parlamentarne, które następnie jednak unieważnił. W 1939 roku jego następcą został Manuel Prado Ugarteche.
W 1940 roku został awansowany do stopnia marszałka, następnie pracował jako ambasador w Hiszpanii i Argentynie. Odegrał ważną rolę w negocjacjach dotyczących sporów granicznych Peru z Ekwadorem. 